# Терме у Новопазарској Бањи
Археолошки локалитет Терме у Новопазарској Бањи налази се северно од старе зграде купатила. Истраживањима која су трајала у периоду од 1983. до 1989. (др A. Цермановић–Кузмановић) истраживани су остаци четири хумке из касног бронзаног доба, део великог тумула из периода старијег гвозденог доба, као и комплекс грађевина из периода антике и касне антике. Античком периоду припадају остаци капеле, односно светилишта датованог у II–III век. Крајем III, почетком IV века капела је дограђена и претворена у цркву. Изградњом фудбалског игралишта највише је страдала рановизантијска базилика, чије се подизање везује за период Јустинијанове владавине. Остаци светилишта и базилике нису били део насеља нити урбаног језгра. Њихов настанак и сакрални значај могу се повезати са термалним изворима Бање.